# Lithops hookeri
Espèce
Synonymes
- voir paragraphe #Synonymes

Lithops hookeri est une espèce de plante vivace du genre Lithops, de la famille des Aizoaceae.

## Synonymes
- Lithops aurantiaca L.Bolus
- Lithops dabneri L.Bolus
- Lithops hookeri var. dabneri (L.Bolus) D.T.Cole
- Lithops hookeri var. elephina (D.T.Cole) D.T.Cole
- Lithops hookeri var. lutea (de Boer) D.T.Cole
- Lithops hookeri var. marginata (Nel) D.T.Cole
- Lithops hookeri var. subfenestrata (de Boer) D.T.Cole
- Lithops hookeri var. susannae (D.T.Cole) D.T.Cole
- Lithops marginata Nel
- Lithops turbiniformis var. dabneri (L.Bolus) D.T.Cole
- Lithops turbiniformis var. marginata (Nel) D.T.Cole
- Mesembryanthemum hookeri A.Berger[1]

## Habitat
Elle est originaire d'Afrique du Sud. Elle y figure sur la liste rouge des espèces menacées.

## Description

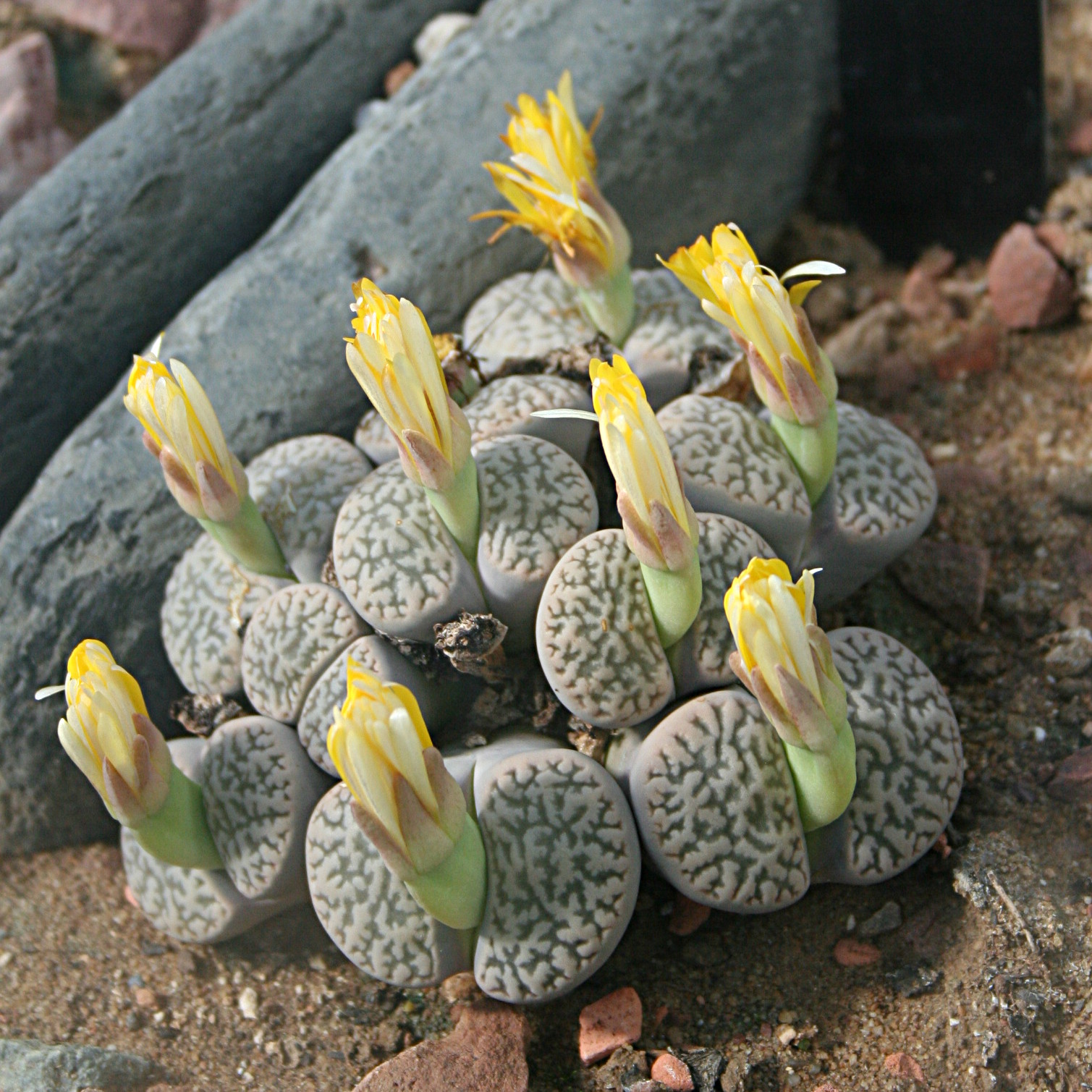
Floraison de Lithops hookeri à Kew garden

Comme les autres  Lithops, sa morphologie typique présente deux feuilles épaisses et charnues dont la partie supérieure est formée d'un tissu translucide qui laisse entrer la lumière dans la partie souterraine de la plante. Les feuilles sont de tailles variées avec en surface un dessin différent selon les espèces. Ces feuilles sont séparées par une fissure d'où apparaît une fleur à la fin du printemps